# Idea Prokom Open 2003
Idea Prokom Open 2003 - чоловічий і жіночий тенісний турнір, що проходив на відкритих кортах з ґрунтовим покриттям у Сопоті (Польща). Належав до серії International в рамках Туру ATP 2003, а також серії Tier III в рамках Туру WTA 2003. Тривав з 28 липня до 3 серпня 2003 року.

## Winners

### Одиночний розряд, чоловіки
Гільєрмо Кор'я —  Давид Феррер 7–5, 6–1
- Для Кор'ї це був 4-й титул за сезон і 5-й - за кар'єру.

### Одиночний розряд, жінки
Анна Пістолезі —  Клара Коукалова 6–2, 6–0
- Для Пістолезі це був 1-й титул за рік і 7-й — за кар'єру.

### Парний розряд, чоловіки
Маріуш Фирстенберг /  Марцін Матковський —  Франтішек Чермак /  Леош Фридль 6–4, 6–7 (7–9), 6–3
- Для Фирстенберга це був єдиний титул за сезон і 1-й — за кар'єру. Для Матковського це був єдиний титул за сезон і 1-й — за кар'єру.

### Парний розряд, жінки
Тетяна Перебийніс /  Сільвія Талая —  Марет Ані /  Лібуше Прушова 6–4, 6–2
- Для Перебийніс це був єдиний титул за сезон і 2-й - за кар'єру. Для Талаї це був єдиний титул за сезон і 3-й — за кар'єру.

Шаблон:Тур ATP 2003